# ساسان محبی
ساسان محبی (زادهٔ ۱۳۵۱ خورشیدی، تهران) آهنگساز و نوازنده پیانو، عضو ثابت انجمن آهنگسازان فیلم اتریش است.

## تحصیلات
در ایران پیانوی ایرانی را نزد جواد معروفی، آهنگسازی را نزد فرهاد فخرالدینی و پیانوی کلاسیک را نزد فریدون ناصحی آموخت. در سال‌های آخر حیات جواد معروفی علاوه بر نوازندگی پیانو به نت‌نویسی آثار جواد معروفی (با نظارت خود معروفی) پرداخت و بعد از فوت جواد معروفی تدریس شاگردانش را به عهده گرفت. او از سال ۱۳۷۶ برای تحصیل در رشته موسیقی ساکن وین شد. محبی فارغ‌التحصیل رشتهٔ آهنگسازی زیر نظر کورت شورتسیگ و پداگوگ ساز پیانو از دانشگاه موسیقی و هنرهای نمایشی وین و فارغ‌التحصیل رشته آهنگسازی فیلم زیر نظر لوسیو گودوی از کالج موسیقی برکلی آمریکا است.

## بزرگداشت استاد جواد معروفی
انجمن موسیقی ایران در ۲۲ دیماه ۱۳۷۳ اولین بزرگداشت جواد معروفی را در تالار وحدت برگزار گرد. در این بزرگداشت بعد از سخنرانی بهمن بوستان پیرامون زندگی و آثار معروفی، ساسان محبی و افلیا پرتو قطعاتی در دستگاه ماهور و همایون از جواد معروفی نواختند.
با تلاش ساسان محبی در ۷ آبان ماه سال ۱۳۸۳ دومین بزرگداشت جواد معروفی در کنسرت هاوس وین برگزار شد. در این بزرگداشت قطعاتی از ساسان محبی و فردریک بوبر که با الهام از موسیقی جواد معروفی ساخته شده بود توسط ارکستر دانشگاه موسیقی وین به رهبری نصیر حیدریان اجرا شد.

## افتخارات
- ساخت و تنظیم موسیقی محلی به نمایندگی موسیقی ایران در سی‌امین سالگرد تشکیل سازمان اوپک فاند در سال ۲۰۰۶
- برندهٔ جایزهٔ موسیقی فیلم در بیست و یکمین فستیوال مستقل فیلم‌سازان در ایالت اوهایو آمریکا در سال ۲۰۱۶[۳]
- برندهٔ جایزهٔ بهترین موسیقی متن فیلم حافظ و گوته به کارگردانی فرشاد فرشته‌حکمت در هفدهمین دوره جشنواره بین‌المللی فیلم باستان‌شناسی و میراث فرهنگی آمریکا در بین ۱۰۰ فیلم از ۲۶ کشور در سال ۲۰۲۰[۸]

## مقالات
آرنولد شوئنبرگ؛ پدر خواندهٔ حاضر، مجله: مقام موسیقایی، زمستان ۱۳۸۹ - شماره ۲ (۸ صفحه - از ۳۷ تا ۴۴) 